# Paszowice
Paszowice (Duits: Poischwitz) is een dorp in het Poolse woiwodschap Neder-Silezië, in het district Jaworski. De plaats maakt deel uit van de gemeente Paszowice en telt 1400 inwoners.

## Galerij

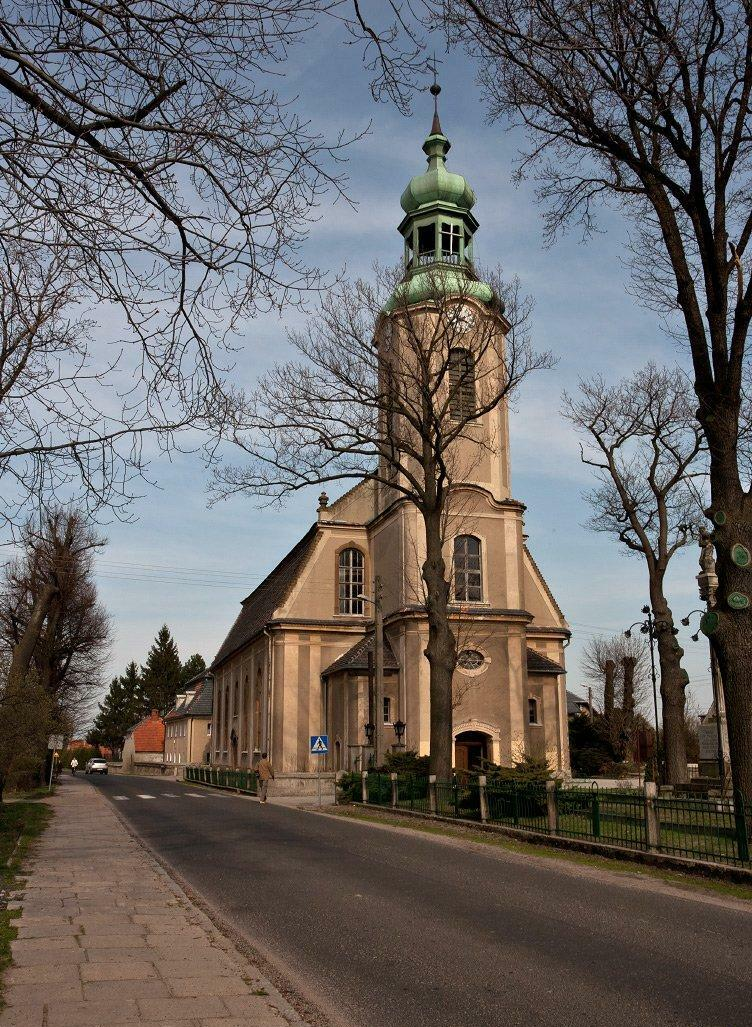
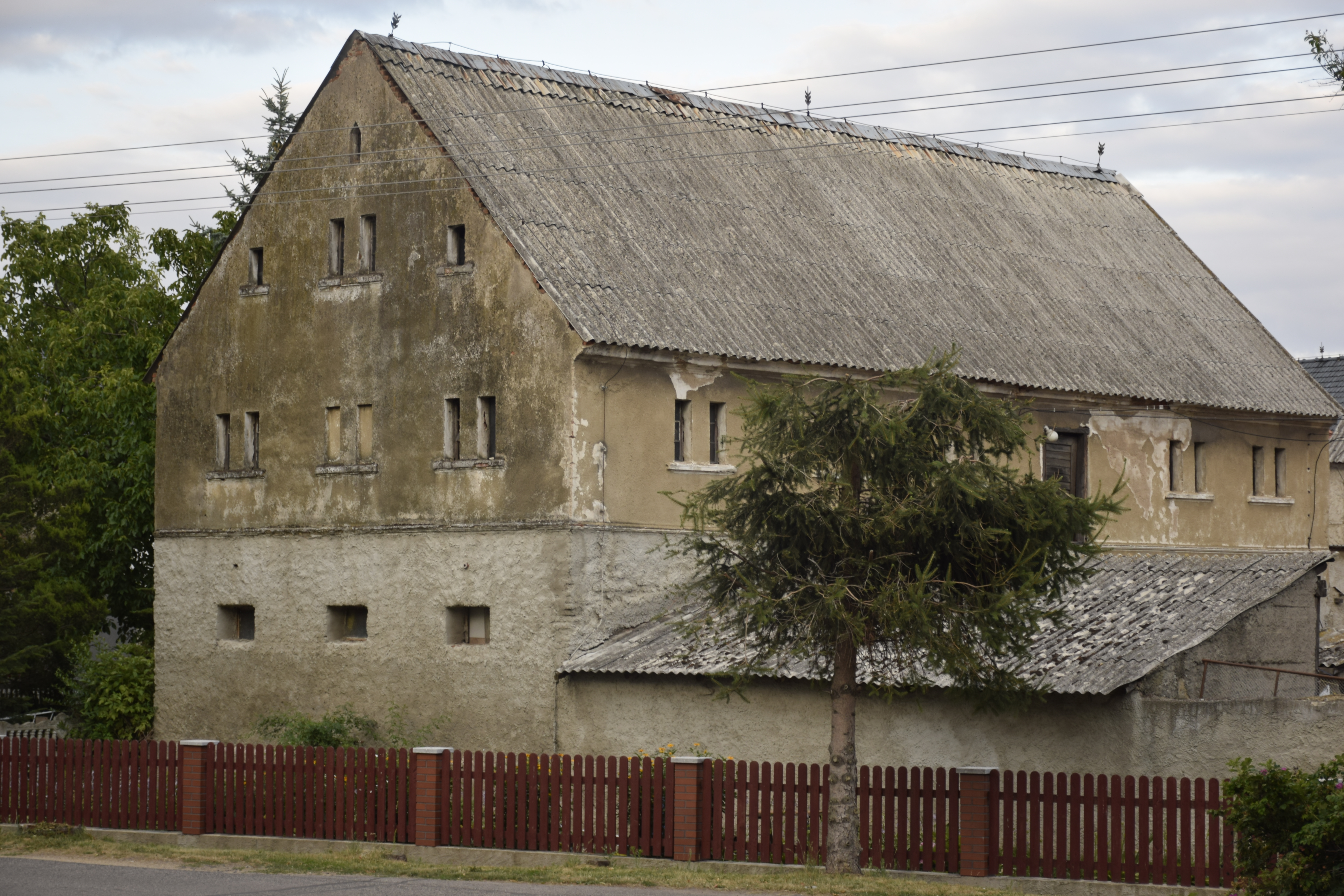
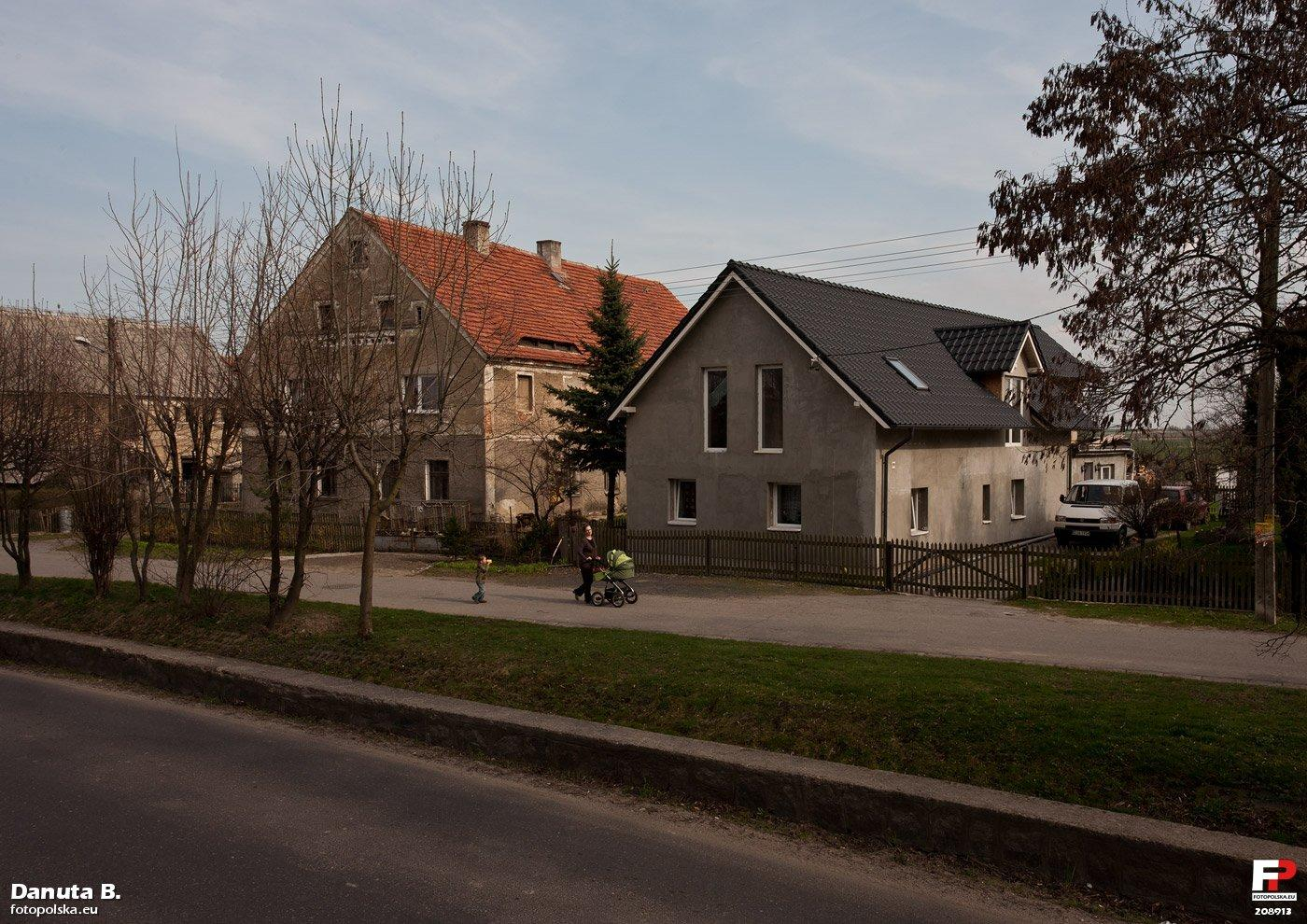